# (54522) Menaechmus
(54522) Menaechmus ist ein Asteroid des Hauptgürtels, der am 23. August 2000 vom Schweizer Astronomen Stefano Sposetti am Osservatorio Astronomico di Gnosca (IAU-Code 143) in Gnosca im Schweizer Kanton Tessin entdeckt wurde.
Der Asteroid gehört zur Eos-Familie, einer Gruppe von Asteroiden, welche typischerweise große Halbachsen von 2,95 bis 3,1 AE aufweisen, nach innen begrenzt von der Kirkwoodlücke der 7:3-Resonanz mit Jupiter, sowie Bahnneigungen zwischen 8° und 12°. Die Gruppe ist nach dem Asteroiden (221) Eos benannt. Es wird vermutet, dass die Familie vor mehr als einer Milliarde Jahren durch eine Kollision entstanden ist.
Der Himmelskörper wurde am 26. September 2007 nach dem griechischen Mathematiker Menaechmus (* um 380 v. Chr., † um 320 v. Chr.) benannt, der die Parabel und die Hyperbel entdeckte.